# Teoria polityki
Teoria polityki – dział nauk politycznych zajmujący się teoretyczną analizą zjawisk i mechanizmów politycznych w jej najrozmaitszych aspektach.

## Klasyczna koncepcja polityki
Rodowód definiowania pojęcia polityki w tej postaci sięga starożytnej Grecji, do jej pionierów zaliczał się m.in. Arystoteles. W Polityce stwierdził on, że człowiek jest stworzony do życia w państwie, które stanowi najdoskonalszą formę organizacji życia wspólnoty politycznej.   
Klasyczne teorie polityki łączą trzy podstawowe założenia:  
- troska o dobro obywateli stanowi cel polityki
- konieczność roztropnego zarządzania państwem - wiąże się z dbałością o dobro wspólne
- zarządzanie państwem wymaga wiedzy, umiejętności, predyspozycji - stąd najpopularniejsza definicja polityki brzmi polityka to sztuka zarządzania państwem. [1]

W klasycznych koncepcjach polityki kluczowe pojęcie stanowi państwo. W wyniku ewolucji tego terminu, zmieniało się także klasyczne rozumienie polityki. W późniejszym czasie pojawia się także pojęcie systemu politycznego.  

## Współczesne teorie polityczne

### Koercyjna koncepcja polityki
Polityka to prawomocne stosowanie środków publicznej regulacji (również przymusu) wobec ciała człowieka i posiadanych przez niego dóbr materialnych. Definicja ta wynika z podstawowego zadania nowoczesnego państwa, jakim jest dbałość o bezpieczeństwo i porządek publicznych, co wymaga stosowania odpowiednich instrumentów mających swoje uzasadnienie w stanowionym prawie. Definicja ta nie wyklucza demokracji, ani praworządności, ponieważ zakłada użycie przymusu, który jest określony przez prawo, poddany kontroli publicznej, a ponadto służy on utrzymaniu systemu demokratycznemu. 

### Konsensualna koncepcja polityki
Koncepcja polityki konsensualnej nawiązuje do klasycznej definicji polityki jako dobra powszechnego, jednakże zakłada ona jego osiąganie poprzez konsensus. Ideę tę konstytuuje myśl zgoda buduje, niezgoda rujnuje. Celem takiej polityki jest dążenie do zminimalizowania, jak również eliminacji konfliktów między uczestnikami życia politycznego.   
Zwolennikami polityki konsensualnej są liberałowie, do postaci związanych z tym założeniem zalicza się Amitai Etzoni, Karl Deutsch, Bernard Crick, Maurice Duverger. Postrzegają oni politykę jako środek, który zabezpiecza wolność obywatelską i eliminuje przyczyny jej ograniczeń tj. wojny, konflikty. W tej koncepcji polityki istotną rolę odgrywają konsultacje, negocjacje, debata parlamentarna. Ma to znaczący wpływ na scenę polityczną, koalicje rządowe oraz legitymizację władzy przez społeczeństwo.  

### Konfliktowa koncepcja polityki
Koncepcja polityki konfliktowej czerpie swoje założenia z natury człowieka, którą postrzega jako agresywną, nieobliczalną. opiera się na sprzecznościach i konfliktach (społecznych), np. ścieraniu się klas, narodowości. Ważną część idei stanowi konflikt polityczny, rozumiany jako walka dwóch lub więcej podmiotów o sprzecznych interesach i celach, cechujący się:  
- cele każdej ze stron mają dla nich wartość egzystencjalną (np. suwerenność państwa, terytorium, udział we sprawowaniu władzy)
- rozstrzygany za pomocą walki, podczas której pojawiają się nowi wrogowie i sojusznicy[1]

Elementy konfliktowej koncepcji polityki można odnaleźć w:  
- marksizmie
- decyzjonizmie Carla Schmitta.

### Koncepcja polityki bez stosowania przemocy – (polityka non-violence)
Stanowi przeciwieństwo koncepcji konfliktowej. Zakłada rezygnacje ze stosowania przemocy na korzyść pokojowych środków (tj.: obywatelskie nieposłuszeństwo, milczący protest). W tej koncepcji dużą rolę odgrywają tradycje moralne i religijne. Uosobieniem takiej koncepcji polityki była działalność Mahatmy Gandhiego i Martina L. Kinga.  

### Koncepcja polityki bez ideologii
Koncepcja ta narodziła się w Stanach Zjednoczonych. Arnold Rapaport stwierdził, że pierwszym obowiązkiem prezydenta jest zostać wybranym. Istotą polityki jest walka o zdobycie rynku politycznego, a więc poparcia wyborców - rynek ten rządzi się prawami popytu i podaży, a oferowany towar wymaga promocji. Sukces wyborczy jest celem samym sobie, a nie środkiem do właściwego celu politycznego.